# منیره عربشاهی
منیره عربشاهی (زادهٔ ۱۲ مرداد ۱۳۴۱ در کرمان) فعال زنان محبوس، معترض به حجاب اجباری، زندانی سیاسی و مادر یاسمن آریانی محکوم به ۹ سال و ۷ ماه حبس محکوم شد.

## تحصیلات و فعالیت‌های کاری
عربشاهی دارای مدرک کارشناسی رشته علوم اجتماعی در مقطع کارشناسی از دانشگاه تهران است. او ابتدا فعالیتش را به عنوان دبیر مدارس استثنایی در مقطع دبستان و راهنمایی در استان البرز آغاز کرد سپس مدتی خبرنگار در مجله «صنعت روز» بود و بعد از آن در زمینه نمایش‌نامه‌نویسی دو سال با رادیو همکاری کرد و مدتی نیز مجری برنامه بهداشت بود.

## فعالیت های مدنی
منیره عربشاهی به همراه دخترش یاسمن آریانی و مژگان کشاورز در ۱۷ اسفند ویدئویی را منتشر کرده و که در آن تصاویری از برداشتن حجاب و دادن گل با بانوان در خصوص روز زن و حقوق زن صحبت کرده بود.

## بازداشت و دادگاه
او در ۲۲ فروردین ۱۳۹۸ زمانی که برای پیگیری وضعیت بازداشت دخترش یاسمن آریانی به دادسرای اوین مراجعه کرد بازداشت شد.
حکم وی در دادگاه اولیه به اتهامات «اجتماع و تبانی به قصد اقدام علیه امنیت ملی»، «تبلیغ علیه نظام» و «تشویق و فراهم‌نمودن موجبات فساد و فحشا» در ابتدا به ۱۶ سال زندان و سپس به در داگاه تجدید نظر به ۹ سال و ۷ ماه کاهش یافت.

## بیماری در زندان
او در زندان به دلیل سرطان سینه، مشکل تیروئید و بیماری لوپوس برای امور درمانی به مرخصی فرستاده شد اما با فشار مأموران معالجاتش ناتمام باقی ماند.